# Cheilosia vtorovi
Cheilosia vtorovi är en tvåvingeart som beskrevs av Peck 1969. Cheilosia vtorovi ingår i släktet örtblomflugor, och familjen blomflugor. Inga underarter finns listade i Catalogue of Life.